# Dactylorhiza dufftii
Dactylorhiza dufftii là một loài thực vật có hoa trong họ Lan. Loài này được (Hausskn.) Peitz mô tả khoa học đầu tiên năm 1972.